# Gulab jamun
Il Gulab jamun ((HI) : गुलाब जामुन, (UR) : گلاب جامن, letteralmente bacche di rosa) è un tipico dolce dei paesi del subcontinente indiano tra i quali India, Pakistan, Sri Lanka, Nepal e Bangladesh.
Il termine gulab jamun proviene dal persiano gulab, "acqua di rose", in riferimento all'omonimo sciroppo, e dalla parola hindi jamun, un frutto del sud-est asiatico, simile per dimensioni e forma.

## Storia

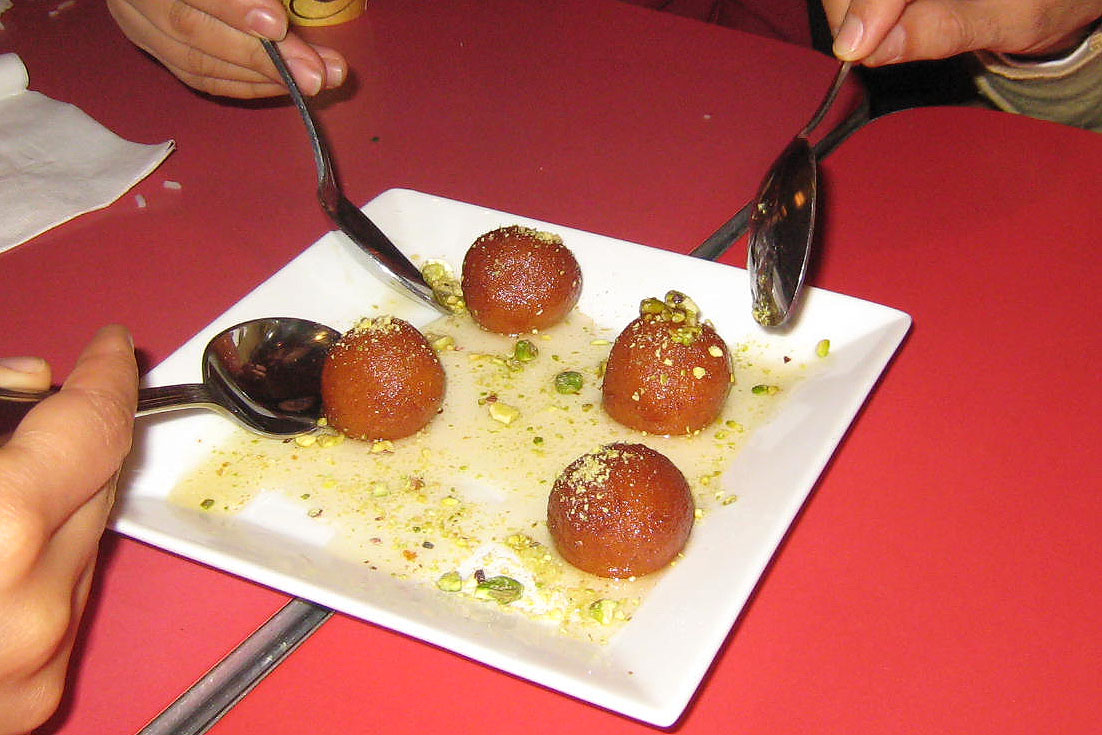

Il gulab jamun nasce da un dessert arabo, il Luqmat Al-Qadi (in arabo "morso del giudice"), che divenne popolare nel subcontinente indiano durante la epoca Moghul. Inoltre, il dolce divenne popolare nelle zone di lingua turca, seguendo l'espansione dell'Impero ottomano.

## Preparazione
Il Gulab jamun consiste sostanzialmente in un impasto di latte in polvere, solitamente latte Khoa, e farina, che viene poi fritto in immersione a bassa temperatura, circa 148°. Viene poi immerso in uno sciroppo aromatizzato al cardamomo, acqua di rose, kewra e zafferano, talvolta anche miele.

## Consumo
Il Gulab jamun viene solitamente consumato durante le feste o le celebrazioni come il matrimonio, il Diwali e le celebrazioni musulmane della ʿīd al-fiṭr e ʿīd al-Aḍḥa.

## Varianti
Il colore marroncino del Gulab jamun è dato dallo zucchero nel latte in polvere khoya o nel pane. In alcune varianti lo zucchero viene aggiunto direttamente nell'impasto che, dopo la frittura, dà come risultato una colorazione estremamente più scura variando il nome del dolce in kala jamun, jamun nero. Lo sciroppo di zucchero può inoltre essere sostituito dallo sciroppo d'acero che conferisce un sapore meno dolce e più aromatico. Esistono inoltre molte altre varianti, sia nel colore che nel sapore più o meno aromatizzato dall'uso di determinate spezie.